# Васил Метев
Васил Лалев Метев е български педагог, методик по учебна техника, професор.

## Родословие
Васил Метев произхожда от семейство на български интелектуалци.
Прадядото на проф. Метев е Никола Аврамов. Той е един от видните граждани на Калофер и един от най-големите български търговци в Цариград (Балкапан-хан) до събитията през 1876 г. Участник в църковно-народната борба за извоюване на независима Българска екзархия. Известен благодетел и спомоществувател.
Дядото, на когото е кръстен проф. Метев, е Васил Аврамов (1863 – 1946). Той завършва Юридическия факултет на Софийския университет. Председател на окръжни съдилища в Ямбол, Плевен и Враца, прокурор и адвокат в София. Пенсионира се като директор на Ипотечния отдел при Българска народна банка.
Баща на професора е известният художник Никола Аврамов (1897 – 1945), а майка му е Мария Щъркелова. Има брат и сестра, които са известни български музиканти.
Фамилията си Метев получава от своята осиновителка – леля му Дора Метева (по баща Аврамова) и Лалю Метев Чехларов от Габрово. Дора Метева е учителка по български език в Първа девическа гимназия в София, поетеса, писателка и преводачка на повече от триста книги и двеста филма. Настойниците на проф. В. Метев оказват силно въздействие върху формирането на цялостния му характер.
Лалю Метев (1885 – 1957) е полиглот с четири висши образования. Получава висше образование по Философия в Загребския университет, Австро-Унгария (1905) и Западноевропейска филология в Женева, Швейцария (1906). По-късно завършва Славянска филология (1909) и Право (1920) в Софийския университет. След това става фабрикант и е един от най-богатите хора в страната до началото на комунистическите репресии.

## Образование
Васил Метев още от малък е насочен да изучава чужди езици и завършва Американското основно училище в София. Учи в Трета прогимназия „Граф Игнатиев“ и Първа мъжка гимназия в София.
По същото време желанията за музикално или филологическо поприще (следвайки семейната традиция) се провалят поради липса на необходимите дарби, а надделяват природо-математическите му наклонности и способности. Ориентация към физика и математика получава в Първа мъжка гимназия в София под въздействието на изтъкнатия учител Димитър Марков – един от доайените на българската методика на физиката.
През 1949 г. Васил Метев става студент по физика в Софийския университет. Тук получава големия си шанс да бъде обучаван от редица наши изтъкнати учени – академици, които го изграждат като бъдещ специалист. Това са: Христо Христов, Георги Наджаков, Милко Борисов, Никола Бонев и др.
След като завършва Физико-математическия факултет през 1953 г. започва работа като преподавател във Втора гимназия в кв. Лозенец. Той е единственият български образцов учител по физика в Пето училище в кв. Павлово.

## Кариера
Научната си кариера започва, когато през 1960 г. спечелва конкурс за научен сътрудник в Педагогическия институт на БАН с директор акад. Сава Гановски. Още от самото начало на научната си дейност той се очертава като перспективен учен с широки научни интереси. През 1971 г. се хабилитира като ст.н.с. II ст. към същия институт.
Ст.н.с. Васил Метев, заедно с проф. Дечо Денев, проф. Борис Янев, проф. Иван Пеев, доц. Кирил Чимев, доц. Александър Маджаров и единадесет асистенти са основателите на филиала на Софийския университет в Благоевград, сега ЮЗУ „Неофит Рилски“, като Васил Метев обаче е назначен след основателите. За пръв ректор е избран доц. Маджаров. От 1980 г. Васил Метев е избран за доцент и редовен преподавател във ВПИ – Благоевград.
Два мандата ръководи най-голямата катедра Педагогика на трудово-политехническата подготовка. В продължение на седем години е зам.-декан на Трудово-политехническия факултет – последователно по учебната и изследователската работа.
След реформиране на факултета той е ръководител на катедра Методика на обучението и история на природните науки.
През 1994 г. е избран за професор.
Чете лекции по Методика на решаване на задачи по физика, История на физиката и Философски проблеми на физиката на студенти от специалностите Физика, Математика, Физика и химия, и Химия и физика.
Основната му дисциплина е Учебно-технически средства, която чете на всички педагогически специалности: Начална педагогика, Предучилищна педагогика, Социална педагогика, Педагогика на трудово-политехническата подготовка.
Дисциплините Методология на педагогическите изследвания, Иновации в икономиката и Физически фактори на околната среда са за студентите от Икономическия факултет, Медико-педагогическия и Факултета по изкуствата.
Международните му прояви са много. Бил е над 300 пъти в чужбина като експерт на ЮНЕСКО. Той е първият Р-4 (фул професор) на ЮНЕСКО от бившите социалистически страни.
Избиран е за професор и е чел лекции във Варшавския университет, Университета в Гжежов, ЛГПИ-Санкт Петербург, Будапеща, Балатон, Букурещ, Берлин, Ситард (Холандия) и Брага (Португалия).

## Признание
Международни признания и признания в България са:
- Член-кореспондент на Международната информатизационна академия към ООН, 17 април 1996 г.
- На 10 септември 1996 г. в Москва пет академика го избират за Физик на XXI век
- Академик на Световната университетска академия „Платон“ – 20 февруари 2001 г.
- Награда от Балканската асоциация за нови технологии, мениджмънт и екология – май 1996 г.
- Носител на орден „Кирил и Методий“ I степен, 1974 г.
- Награда за най-значим труд по педагогика за 1986 г. от РНМЦТПО
- Член за два мандата на Висшия учебен съвет (1957 – 1965)
- Член и Председател на Национална комисия по изготвяне на учебни програми по физика за ЕСПУ (1960 – 1980)
- Член и Председател на Национални педагогически четения (1960 – 1980)
- Член на Академичния съвет на ЮЗУ – Благоевград от създаването му до 2000 г
- Научен секретар на Научния съвет към Педагогическия институт на БАН за избор на старши научни сътрудници и професори.

## Любопитно
- Професор Метев владее три езика – английски, немски и руски. Има научно-педагогически стаж 48 години. Преподавал е в ЮЗУ „Неофит Рилски“ на повече от 12 000 студента, бил е ръководител на близо 350 дипломни работи. Ръководител е на трима докторанти (редовна форма на обучение) и петима – задочна форма.
- Той е бил рецензент при избора на осем професори, на дванадесет доцента и на петнадесет докторанта.
- Научната му дейност е свързана и с публикуването на ок. 300 труда – книги, студии, статии. Четиринадесет от тях са в чужбина на седем езика – английски, немски, руски, полски, чешки, португалски и френски.

Два мандата е бил Председател на Съюза на учените – клон Благоевград.

## Научен принос по методика и история на физиката
- Станев, Станьо. Професор Васил Лалев Метев: In memoriam. // Физика, XXXII, 2007, N 5, с. 252.
- Станев, Станьо. Проф. Васил Лалев Метев на 70 години. // Стратегии на образователната и научната политика, IX, 2001, N 4, с. 99 – 100.
- Петров, Петър Диков. Проф. Васил Метев на 70 години. // Педагогика, XI, 2001, N 9, с. 110 – 111.
- Станев, Станьо. Проф. Васил Лалев Метев на 70 години. // Физика, XXVI, 2001, N 6, с. 62 – 63.
- Станев, Станьо. Доцент Васил Метев на 60 години. // Физика, XVI(XXXIV), 1991, N 6, с. 32 – 33.